# Городницька сільська рада (Гусятинський район)
Городни́цька сільська́ ра́да — адміністративно-територіальна одиниця та орган місцевого самоврядування в Гусятинському районі Тернопільської області. Адміністративний центр — село Городниця.

## Загальні відомості
- Територія ради: 37,92 км²
- Населення ради: 1 603 особи (станом на 2001 рік)
- Територією ради протікає річка Гнила

## Населені пункти
Сільській раді були підпорядковані населені пункти:
- с. Городниця

## Склад ради
Рада складалася з 16 депутатів та голови.
- Голова ради: Батринчук Володимир Леонтійович
- Секретар ради: Саска Ганна Пилипівна

### Керівний склад попередніх скликань
| Прізвище, ім'я, по батькові     | Основні відомості                                                               | Дата обрання | Дата звільнення |
| ------------------------------- | ------------------------------------------------------------------------------- | ------------ | --------------- |
| Батринчук Володимир Леонтійович | Сільський голова, 1965 року народження                                          | 26.03.2006   | 31.10.2010      |
| Батринчук Володимир Леонтійович | Сільський голова, 1965 року народження, освіта середня спеціальна, безпартійний | 31.10.2010   |                 |

Примітка: таблиця складена за даними сайту Верховної Ради України

### Депутати
За результатами місцевих виборів 2010 року депутатами ради стали:

#### За суб'єктами висування
| Суб'єкт висування | Кількість обраних депутатів | %   |
| ----------------- | --------------------------- | --- |
| Самовисування     | 16                          | 100 |

#### За округами
| № округу | Прізвище, ім'я, по батькові  | Дата визнання обраним | Освіта             | Партійна приналежність                        | Відомості про обраного депутата                                 |
| -------- | ---------------------------- | --------------------- | ------------------ | --------------------------------------------- | --------------------------------------------------------------- |
| 1        | Сас Андрій Степанович        | 01.11.2010            | вища               | позапартійний                                 | тимчасово не працює                                             |
| 2        | Мілух Ольга Степанівна       | 01.11.2010            | середня спеціальна | член Всеукраїнського об'єднання «Батьківщина» | Городницька сільська рада, землевпорядникс. Городниця           |
| 3        | Олійник Михайло Степанович   | 01.11.2010            | середня            | позапартійний                                 | ПАП «Любий», тракторист                                         |
| 4        | Боднар Людмила Леонідівна    | 01.11.2010            | середня спеціальна | позапартійна                                  | Городницький фельшерсько-акушерський пункт, завідувачка         |
| 5        | Коломия Степан Михайлович    | 01.11.2010            | середня            | позапартійний                                 | ПАП «Любий», тракторист                                         |
| 6        | Гриців Оксана Федорівна      | 01.11.2010            | середня спеціальна | позапартійна                                  | Городницька сільська рада, бухгалтер                            |
| 7        | Саска Ганна Пилипівна        | 01.11.2010            | вища               | позапартійна                                  | Городницька сільська рада, секретар                             |
| 8        | Древняк Іван Миколайович     | 01.11.2010            | середня            | позапартійний                                 | тимчасово не працює                                             |
| 9        | Ліщинські Ганна Михайлівна   | 01.11.2010            | середня спеціальна | позапартійна                                  | приватний підприємець                                           |
| 10       | Кульчицька Оксана Михайлівна | 01.11.2010            | вища               | позапартійна                                  | пенсіонер                                                       |
| 11       | Гузеляк Ярослав Васильович   | 01.11.2010            | середня спеціальна | позапартійний                                 | тимчасово не працює                                             |
| 12       | Турецька Ольга Михайлівна    | 01.11.2010            | вища               | позапартійна                                  | Городницький дитячий садок, завідувачка                         |
| 13       | Соболь Марія Любомирівна     | 01.11.2010            | середня            | позапартійна                                  | Гусятинський районний територіальний центр, соціальний робітник |
| 14       | Ярема Василь Володимирович   | 01.11.2010            | середня спеціальна | позапартійний                                 | приватний підприємець                                           |
| 15       | Маланчин Марія Степанівна    | 01.11.2010            | середня спеціальна | позапартійна                                  | Городницька загальноосвітня школа І-ІІІ ст., вчитель            |
| 16       | Кравець Василь Васильвич     | 01.11.2010            | середня            | позапартійний                                 | тимчасово не працює                                             |